# Músculo auricular posterior
El músculo auricular posterior (musculus auricularis posterior) está ubicado en el borde posterior del pabellón auricular y permite la movilidad de la oreja hacia delante en animales que orientan el oído hacia los sonidos.

## Trayecto
El músculo auricular posterior es un pequeño músculo formado por dos o tres fibras aponeuróticas que se insertan sobre el borde posterior de la apófisis mastoides del hueso temporal. Las fibras convergen luego en un tendón plano hasta fijarse en la parte trasera del pabellón auricular, cerca de la concha.

## Acción
En la mayoría de los animales el músculo auricular posterior juega un papel importante en las expresiones faciales y el comportamiento social al jugar permitiendo al oído movilidad hacia atrás y repliega la oreja, fijándola en la dirección del sonido que atrae la atención.  En cambio, en el ser humano, todo lo que puede hacer es mover ligeramente el oído, la mayoría de las veces sin dirección fija. Por lo general, no es un músculo que responde a estímulos voluntarios.

## Inervación
La inervación del auricular posterior es dada por fibras motoras de la rama posterior de ese mismo nombre proveniente del nervio auricular que es una de las ramas temporales del nervio facial.